# Gare de Vaux-sur-Seine
La gare de Vaux-sur-Seine est une gare ferroviaire française située sur le territoire de la commune de Vaux-sur-Seine dans le département des Yvelines en région Île-de-France.
C'est une gare SNCF desservie par les trains du réseau Transilien Saint-Lazare (ligne J).

## Situation ferroviaire
Cette gare est située au point kilométrique 37,515 de la ligne de Paris-Saint-Lazare à Mantes-Station par Conflans-Sainte-Honorine. Son altitude est de 42 m.

## Histoire
La gare est située sur la partie de la ligne de Paris-Saint-Lazare à Mantes-Station par Conflans-Sainte-Honorine ouverte le 1er juin 1892. La ligne fut ensuite électrifiée de bout-en-bout en 25 kV - 50Hz le 27 mars 1967.
Depuis 2004, c'est le Transilien J qui dessert la gare depuis Paris Saint-Lazare et vers Mantes-la-Jolie. Depuis le 20 février 2019, ce sont des Z 50000 qui assurent la circulation.

## Fréquentation
En 2012, 430 voyageurs ont pris le train dans cette gare chaque jour ouvré de la semaine.
De 2015 à 2023, les estimations de la SNCF sont les suivantes :
| Année         | 2015    | 2016    | 2017    | 2018    | 2019    | 2020    | 2021    | 2022    | 2023    |
| ------------- | ------- | ------- | ------- | ------- | ------- | ------- | ------- | ------- | ------- |
| Fréquentation | 371 139 | 385 904 | 353 446 | 317 047 | 286 181 | 154 770 | 359 744 | 419 617 | 431 154 |

## Service des voyageurs

### Desserte
La gare est desservie par les trains du réseau Saint-Lazare du Transilien.

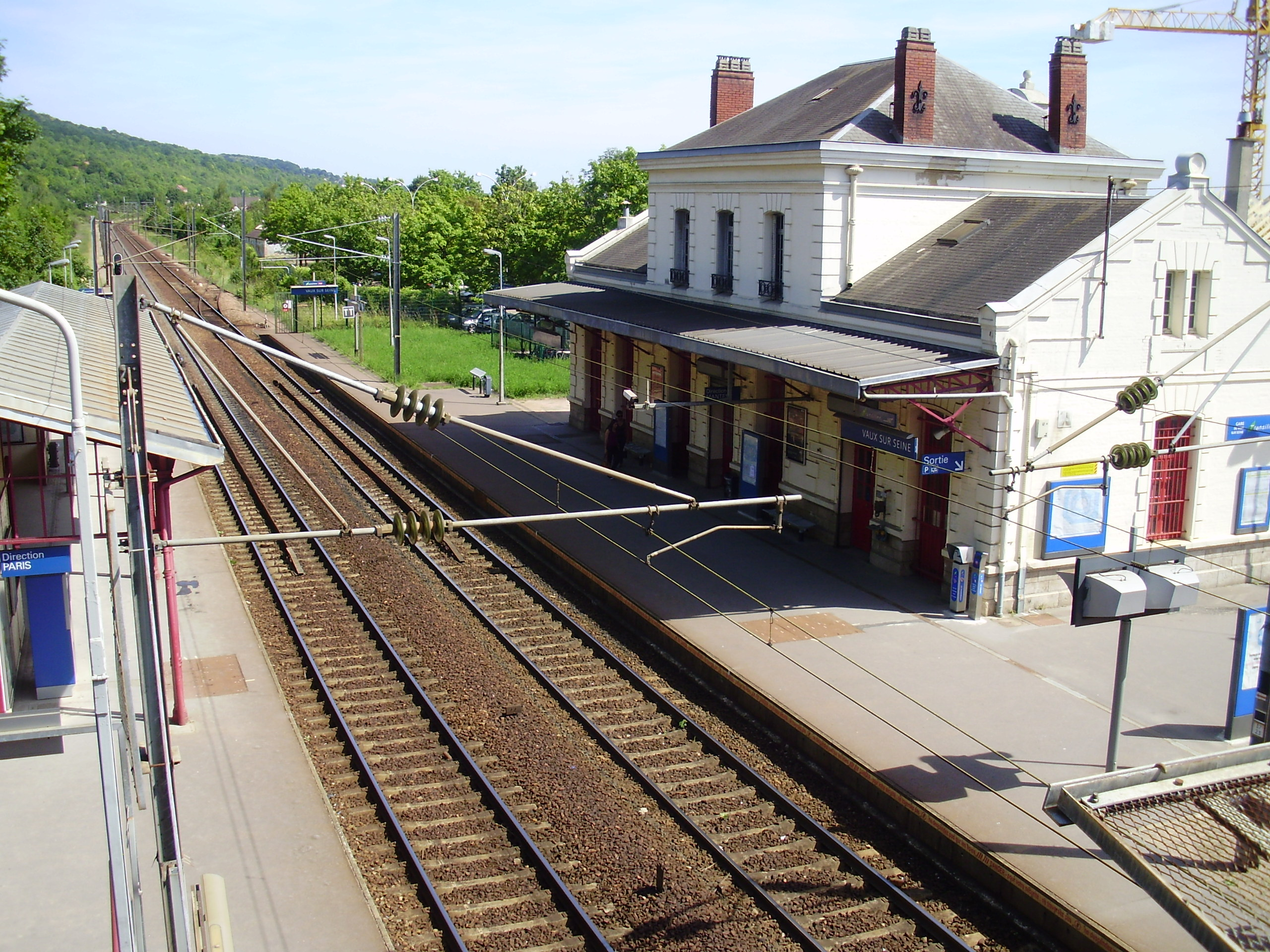
Vue en direction de Paris,
quai de gauche pour Paris,
quai de droite pour Mantes-la-Jolie

### Correspondances
La gare est desservie par les lignes 60, 62, 64, 76a, 76b et 76c du réseau de bus de Poissy - Les Mureaux.

## Lieu de tournage
La gare a servi de lieu de tournage pour :
- 1959 : Maigret et l'Affaire Saint-Fiacre, film de Jean Delannoy, la gare étant maquillée comme étant celle de Moulins-sur-Allier, où le commissaire Maigret, joué par Jean Gabin, descend du train venant de Paris ;
- 2019 : Le Voyageur (épisode 1), de Stéphanie Murat, téléfilm ;
- 2021 : Attention au départ !, de Benjamin Euvrard, film dans lequel la gare est maquillée pour ressembler à la gare de Beaune;
- 2021 : Les aventures de Panacloc de Pierre-François Martin-Laval, film.

## Tableau des dessertes
| Origine         | Arrêt précédent | Train | Train                              | Train | Arrêt suivant   | Destination        |
| --------------- | --------------- | ----- | ---------------------------------- | ----- | --------------- | ------------------ |
| Mantes-la-Jolie | Thun-le-Paradis |       | Transilien · Ligne J du Transilien |       | Triel-sur-Seine | Paris-Saint-Lazare |